# Rosa Tamarkina
Rosa Tamarkina (23 de marzo de 1920-5 de agosto de 1950) fue una pianista soviética que ganó el segundo premio en el tercer Concurso Internacional de Piano Frédéric Chopin en Varsovia (1937). 

## Formación
Tamarkina, nacida en una familia judía en Kiev, comenzó a aprender piano cuando era una niña muy pequeña. Su madre tenía oído musical, pero no tocaba. Rosa fue la niña más pequeña de la familia y desde temprana edad mostró habilidades impresionantes para la música. A la edad de 5 años, se inscribió en la sección infantil del Conservatorio de Kiev, donde, durante cinco años (1928–1932), su maestra fue Nadezhda Markovna Goldenberg.
Entre 1932 y 1935 fue estudiante en la sección especial para niños del Conservatorio de Moscú. Completó el curso superior en el Conservatorio en 1940, como graduada de la clase de piano de Alexander Goldenweiser. Continuó sus estudios con Goldenweiser y más tarde (1943–1945) con Konstantin Igumnov.

## Trayectoria
Tamarkina comenzó a aparecer en público a la edad de 13 años, asombrando a los oyentes y críticos con la madurez de su interpretación, su temperamento y virtuosismo. A partir de 1933, desarrolló su carrera de concertista dentro de Rusia.  Sus primeras grabaciones fueron lanzadas en 1935: Rigoletto Paraphrase de Liszt y Rapsodia húngara No. 10.  Su comienzo exitoso se observó en Pravda : “... la obra de la pianista Rosa Tamarkina, alumna del profesor Goldenweiser, deja una impresión absolutamente inolvidable.  La Rapsodia No. 10 en su interpretación es un evento musical ... " Independientemente de si tocaba Bach, Mozart, Beethoven, Tchaikovsky, Scriabin, Rachmaninoff o especialmente Chopin, su comprensión de la obra era adecuada, llena de noble simplicidad, encanto y poesía natural. 

En diciembre de 1936, Tamarkina se convirtió en la ganadora del Segundo Concurso de Músicos de la Unión Soviética. Fue seleccionada como el miembro más joven del equipo soviético para competir en el Tercer Concurso Internacional de Piano Federico Chopin , celebrado en Varsovia del 21 de febrero al 12 de marzo de 1937.  Tamarkina participó en el Concurso Chopin a la edad de 16 años. Ya después de la Primera Fase estaba claro que ella estaba en la carrera por un premio.  Finalmente, el jurado, compuesto por pianistas de renombre como Emil von Sauer, Wilhelm Backhaus, Heinrich Neuhaus, Józef Turczyński, Józef Śmidowicz y Jerzy Żurawlew, le concedió su segundo premio. 
 El profesor Piotr Rytel escribió: "Más joven [...] que Zak, la Sra. Rosa Tamarkina [...] cuando se trata de su relación interna con la música, incluso podría superar a Zak. […] Dieciséis años y ya una técnica, complejidad y facilidad tan excelentes ". Neuhaus escribió: "Rosa Tamarkina causó una verdadera sensación en el concurso, no solo por su edad. A pesar de su corta edad, es indudable que está perfectamente madura, pianista perfectamente consciente. Backhaus me gritó: "Esto es maravilloso" " 
En 1946, Tamarkina comenzó a enseñar en el Conservatorio de Moscú, lo que limitó enormemente el número de sus apariciones en conciertos. En la celebración del centenario de la muerte de Chopin en octubre de 1949, se celebró un concierto en el Gran Salón del Conservatorio de Moscú, donde Tamarkina interpretó el Concierto de Chopin en Fa menor. Esta fue su última aparición en la etapa antes de su muerte por cáncer a los 30 años en Moscú en 1950.
De 1940 a 1944, Rosa Tamarkina estuvo casada con el pianista Emil Gilels.
Tamarkina es recordada hoy por sus brillantes interpretaciones de las obras de Chopin ( Fantasía en fa menor, Scherzos en si bemol menor y C sostenido menor , Polonesa en fa menor menor , Sonata n.º 3 , Nocturno en sol mayor y Concierto en fa menor), Franz Liszt ( Sonata en si menor, Mephisto Waltz , Rapsodia Húngara No. 10 , Rigoletto Concert Paraphrase ), Schumann ( Fantasía en Do mayor ) y Rachmaninoff (Concierto para piano No. 2 en Do menor).  Sus numerosas grabaciones incluyen la Fantasía de Chopin en Fa menor y Scherzo en Fa menor.